# Museo d'arte occidentale e orientale di Odessa
Il museo d'arte occidentale e orientale di Odessa (in ucraino Музей західного і східного мистецтва?, Muzej zachidnoho i schidnoho mystectva; in russo Одесский музей западного и восточного искусства?, Odesskyj muzej zapadnogo i vostočnogo iskusstva) è un museo di belle arti situato in via Puškin a Odessa, in Ucraina.

## Descrizione
Il museo è stato fondato nel 1923 ed è ospitato in un palazzo che fu costruito tra il 1856 e il 1858 su progetto dell'architetto L. Otton. 
La collezione del museo è stata creata da collezioni che precedentemente erano private e che sono state arricchite da manufatti provenienti dal Museo delle Belle Arti e dall'Università di Odessa.
Il museo ha una collezione di opere di Caravaggio, Gerard David, Jan van Scorel, Peter Paul Rubens, Abraham Bloemaert, Frans Hals e altri. I suoi magazzini divennero noti quando furono scoperti alcuni lavori del pittore Frans Hals. 
Inoltre nel museo vi è una collezione d'arte proveniente dalla Cina, Giappone, India, Iran e Tibet. La collezione comprende, porcellane, armi antiche, statuette e altri oggetti risalente a XVI-XVII secolo.